# Francisco V. Pacheco
Gral. Francisco Pacheco Vargas, también conocido como Francisco V. Pacheco fue un militar mexicano que participó en la Revolución mexicana. 
Nació en Huitzilac, Morelos, en 1868, siendo hijo de Silverio Pacheco y de María de los Santos Vargas. En 1911 destacó como uno de los principales dirigentes de campesinos rebeldes en Morelos: posición que ratificó en 1912 y 1913, al luchar sucesivamente contra los gobiernos de Francisco I. Madero y de Victoriano Huerta. Emiliano Zapata le concedió el grado de General de División. En 1914 estableció su base de operaciones en Huitzilac, abarcando desde la zona norte del estado hasta el Ajusco. Durante los gobiernos convencionistas de Roque González Garza y de Francisco Lagos Cházaro fue designado Secretario de Guerra y Marina, del 24 de mayo al 10 de octubre de 1915. En marzo de 1916 fue acusado de traición por haber dejado pasar a las fuerzas carrancistas del Gral. Pablo González Garza a Huitzilac, cuando en realidad estaba cumpliendo las órdenes del General Zapata. Al mes siguiente una patrulla del Gral. Genovevo de la O, quien le tendía cierta envidia por el favoritismo del general Zapata, lo capturó. Murió fusilado en el predio El Zapote, municipio de Miacatlán, Morelos por orden de Genovevo de la O.
El 10 de junio de 1913, el General Pacheco y el General Brigadier Miguel C. Martínez combaten en Tres Marías, Estado de Morelos y toman el control del poblado.